# Illativo
L'illativo è il caso del moto a luogo, che indica un movimento verso l'interno o verso una superficie con contatto. È la controparte dell'elativo. 
Insieme all'elativo, movimento da luogo interno, e all'inessivo, stato in luogo interno, l'illativo è un caso locativo interno.

## Ungherese
In Ungherese il caso illativo si usa in primo luogo per indicare l'entrata in uno spazio chiuso come un armadio, una scatola, od un'automobile. Il caso illativo di un nome si forma aggiungendo il suffisso ba/be alla parola, a seconda dell'armonia vocalica.
- Tett könyvet a szekrénybe "Ha messo il libro nell'armadio" (szekrénybe è delativo di szekrény)

In secondo luogo il caso illativo in ungherese si usa per indicare il costo di un bene
- Mennyibe a póló kerül?, "Quanto costa la maglietta?" (mennyibe  è illativo di mennyi)
- A póló száz dollarba kerül, "La maglietta costa cento dollari"

Infine il caso illativo si usa in ungherese per indicare il moto a luogo verso una città (con l'eccezione di Budapest).
- Londonba megyek, "Sto andando a Londra"

In ungherese tutte le città sono equiparate ad uno spazio chiuso nella formazione del complemento di luogo, ad eccezione di Budapest che è equiparata ad una superficie, dunque il nome Budapest per formare il moto a luogo richiede il caso Sublativo

## Finlandese
In finlandese l'illativo si definisce come lo spostamento verso un luogo interno o verso una superficie con contatto fisso. Per questo si può tradurre come un movimento verso un luogo predefinito. La desinenza di una parola nel caso illativo in finlandese è al singolare -ːn (dove ː è da intendersi come l'allungamento della vocale precedente) o -hVn (dove per V si intende la ripetizione della vocale che precede la h). Per esempio: 
- talo·on  ("dentro la casa", moto a luogo)
- tie·hen  ("sulla via", moto a luogo)
- maa·han  ("nel paese", moto a luogo)

Una vocale che subisce l'armonia consonantica utilizza normalmente la vocale radicale e: 
- vuosi: vuoteen  ("verso l'anno", moto a luogo)

Al plurale:
- pantti: pantte·ihin
- vene: vene·isiin
- vuosi: vuosi·in'

Come uscita di desinenza avremo sempre al plurale l'uscita -seen con l'aggiunta del cambiamento consonantico in fine di radice all'interno delle parole: 
- keskus: keskukseen: keskuksiin

Gli altri casi locativi in finlandese, estone e ungherese sono:
- Inessivo ("in")
- Elativo ("fuori da")
- Adessivo ("su")
- Allativo ("su", "onto")
- Ablativo ("da")

## Lituano
In lituano, il caso illativo, che denota la direzione del movimento, è oggi meno comune nella lingua standard ma è comune nella lingua parlata, soprattutto in certi dialetti. La sua forma singolare, sentita più spesso del plurale, appare nei libri, nei giornali, ecc. La maggior parte dei sostantivi lituani può prendere la desinenza illativa, indicando che dal punto di vista descrittivo l'illativo può ancora essere trattato come un caso in lituano. Dall'inizio del XX secolo non è più incluso nelle liste dei casi standard lituani nella maggior parte dei libri di grammatica e dei libri di testo, e la costruzione preposizionale į+accusativo è più frequentemente usata oggi per indicare la direzione. L'illativo era molto usato nel lituano antico; il primo libro di grammatica lituana, di Daniel Klein, menziona sia l'illativo che il į+accusativo, ma chiama l'uso dell'illativo "più elegante". In seguito, è apparso spesso nei testi scritti degli autori cresciuti nella Dainava o nell'Aukštaitija orientale, come Vincas Krėvė-Mickevičius.
Il caso illativo in lituano ha i suoi suffissi, che sono diversi per ogni paradigma di declinazione, anche se abbastanza regolari rispetto ad altri casi lituani. Una desinenza dell'illativo finisce sempre con n al singolare, e sna è la parte finale di una desinenza dell'illativo al plurale.
Alcune frasi fisse nella lingua standard sono illative, come patraukti atsakomybėn ("accusare"), dešinėn! ("girare a destra"). Per esempio:
- Parole di genere maschile (singolare, singolare illativo, plurale, plurale illativo):
  - karas, karan, karai, karuosna, guerra/e
  - lokys, lokin, lokiai, lokiuosna, orso/i
  - akmuo, akmenin, akmenys, akmenysna, pietra/e
- Parole di genere femminile (gli stessi casi di sopra):
  - upė, upėn, upės, upėsna, fiume/i
  - jūra, jūron, jūros, jūrosna, mare/i
  - obelis, obelin, obelys, obelysna, melo/i